# آب‌پیمایان مخملی
آب‌پیمایان مخملی (نام علمی: Hebridae) نام یک تیره از فروراسته آب‌پیماریختان است.